# VC Bottrop 90
Der VC Bottrop 90 e. V. ist ein Volleyballverein aus Bottrop, dessen erste Männermannschaft unter dem Namen RWE Volleys Bottrop in der ersten Bundesliga spielte. Der VC Bottrop 90 entstand 1990 durch den Zusammenschluss der Vereine VC Bottrop 69 und VC Eigen Bottrop 1974.

## Team
Der Kader der Saison 2012/13 musste nach dem sportlichen Abstieg aus der 1. Bundesliga in der Spielzeit 2011/12 und dem Abgang zahlreicher Spieler neu strukturiert werden.
Neuer Cheftrainer wurde im Juli 2012 der Mazedonier Goran Aleksov. Mit ihm gelang der sofortige Wiederaufstieg in der Saison 2012/13 mit 38:10 Punkten und 61:22 Sätzen. Das Team spielte in der Saison 2013/14 zunächst wieder in der ersten Liga. Im Dezember 2013 kam für die Bottroper das erneute Aus im deutschen Oberhaus. Aufgrund wiederholter wirtschaftlicher Verstöße entzog die Deutsche Volleyball Liga den Bottropern die Bundesligalizenz. Der Stammverein VC Bottrop 90 darf in den nächsten drei Jahren nicht mehr in der Bundesliga spielen.
Seit Beginn des Jahres 2014 hat sich der VC Bottrop 90 völlig neu aufgestellt. Natürlich steht der Sport im Vordergrund seiner Arbeit. Und speziell den Jugendsport möchte der VC 90 mit seinem Engagement fördern. Hierzu beschäftigt der Verein Trainer, die sich motiviert für den Sportnachwuchs einsetzen. Von ihnen wie auch von den anderen ehrenamtlich Tätigen ein amtliches Führungszeugnis gefordert. So kann der VC Bottrop 90 e. V. sicher sein, dass alles in guten Händen liegt.
Sport fördert nicht nur Fitness und Gesundheit, sondern auch das gesellschaftliche Miteinander, Freundschaft und den Teamgeist. Und so sollte Training und Spielbetrieb nicht nur Ehrgeiz hervorbringen. Nein, der Sport im VC Bottrop soll auch Spaß machen. Und dies in den unterschiedlichen Aktivitäts-Facetten, die der VC bietet.
Im Gesundheitssport mit Powergymnastik Rückenfit oder Herzsport zum Beispiel oder aber in dem Sport, für den das V steht, nämlich Volleyball.
Regelmäßig findet man den VC 90 in der Zeit von Mai bis September „open air“ auf der Beachvolleyball-Anlage Jacobi in Bottrop-Fuhlenbrock. Hier werden Spiel, Spaß und Freude aber auch Leistung für alle, die es genießen draußen Sport zu treiben, geboten.
Ganzjährig sind die Mannschaften des VC in der Halle zu finden. Von Kinder- bis Erwachsenenmannschaften trainieren die Mitglieder an vier Standorten in Bottrop.
In der Saison 2014/15 spielt der VC Bottrop mit vier Damen-, zwei Herren- und einer Reihe von Jugendmannschaften in den Ligen des Westdeutschen Volleyballverbandes (WVV).

## Die Ligen

### Damen
- 1. Damenmannschaft, Oberliga 2
- 2. Damenmannschaft, Bezirksliga 11
- 3. Damenmannschaft, Bezirksklasse 21

### Herren
- 1. Männermannschaft, Oberliga 2
- 2. Männermannschaft, Bezirksliga 8

## Spielstätte
- DIETER-RENZ-HALLE (Hans-Böckler-Str. 60, 46236 Bottrop)
- BERUFSSCHULHALLE (Gladbecker Str. 81, 46236 Bottrop)
- JANUSZ-KORCZAK (Horster Str. 114, 46236 Bottrop)
- MARIE-CURIE-REALSCHULE (Friedrich-Ebert-Str. 120, 46236 Bottrop)